# Eduardo Brito del Pino
Eduardo Manuel Miguel Antonio Brito del Pino Farías (Montevideo, 17 de junio de 1839 - Montevideo, 22 de noviembre de 1928) fue un abogado y profesor uruguayo, rector de la Universidad de la República entre 1911 y 1912. Su padre fue el militar y político José Brito del Pino.

## Biografía
En 1865, egresó como doctor en jurisprudencia de la Facultad de Derecho de la Universidad de la República. A partir de 1888 dirigió la cátedra de Procedimientos Judiciales. También fue encargado del aula de Práctica Forense.

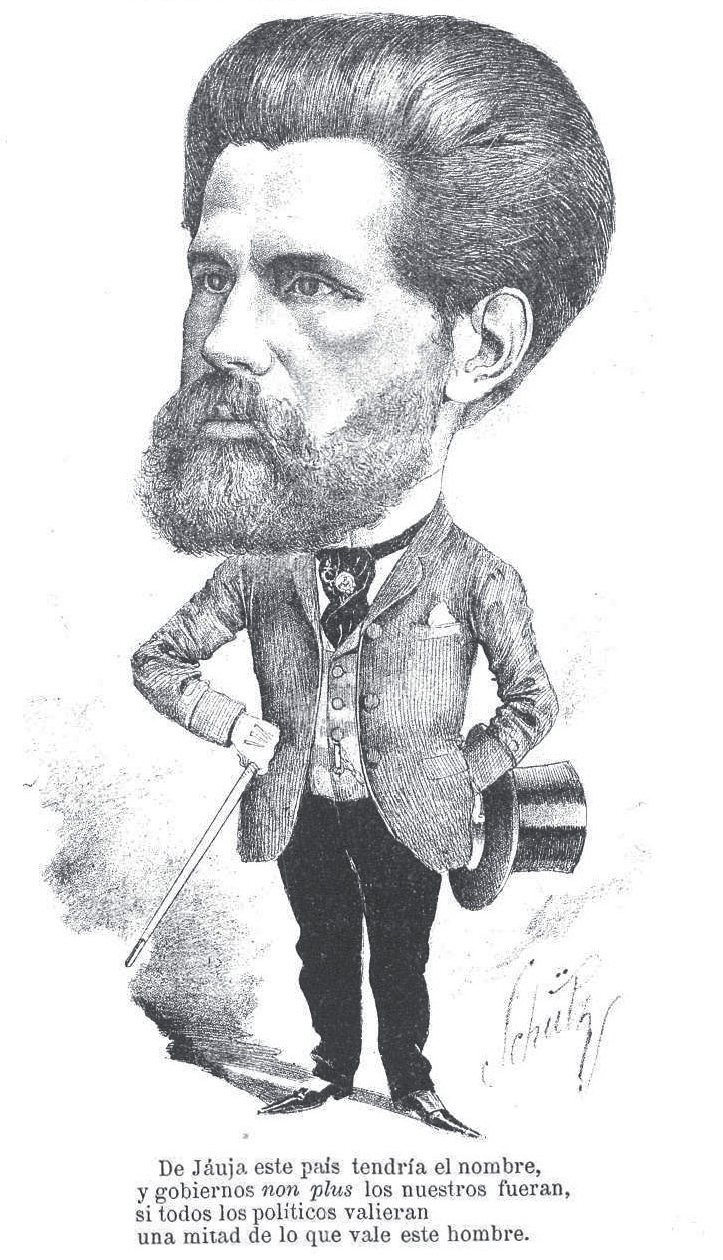
Eduardo Brito del Pino, caricatura de Charles Schütz publicada en 1891, en Caras y Caretas.

Ocupó el cargo de fiscal de Gobierno y Hacienda y el de consejero de Estado. Como legislador, integró comisiones que redactaron y revisaron códigos nacionales.
Fue decano de la Facultad de Derecho y durante su decanato se reglamentó la Práctica Forense, se reestructuró la biblioteca de la Facultad, se ajustaron los programas de Derecho Civil de acuerdo a la nueva edición del Código unificado y el Plan de Estudios para Notariado.
Varias veces ocupó la vicerrectoría de la Universidad. Fue vicerrector de Gonzalo Ramírez, entre 1873 y 1874, y de Pablo de María durante sus tres períodos como rector: de 1893 a 1895, de 1899 a 1902 y de 1908 a 1911. Fue rector interino en 1895 y en 1899 rechazó el ofrecimiento del gobierno para ocupar la rectoría. Fue designado 25° rector de la Universidad entre 1911 y 1912, ante la renuncia de Pablo de María. El 1 de enero de 1912 presentó renuncia y lo sucedió en el cargo Claudio Williman.
Sus padres fueron el general José Brito del Pino y María Farías Zubillaga. En 1868 se casó con Juana Suárez Ximénez, con quien tuvo tres hijos. 